# André Passeron
Pour les articles homonymes, voir Passeron.
André Passeron est un journaliste français né le 4 septembre 1926 à Alger (Algérie) et mort le 12 août 1994 à Bobigny.

## Biographie
Né le 4 septembre 1926 à Alger, il est le fils de René Passeron, directeur au ministère de l'Algérie, et d'Alice de Baron. Il effectue des études de licence en droit et ès lettres, à Alger, puis passe par l'Institut d'études politiques de Paris. Il a parmi ses enseignants Louis Joxe, futur ministre, et futur négociateur des accords d'Evian,.
Il opte ensuite pour le journalisme. Il est rédacteur à la Société générale de presse en 1955, sous la direction de Georges Bérard-Quélin, puis à l'Agence économique et financière à partir de 1958. En 1959, il devient correspondant de l'agence Reuter en 1959.
Il effectue ensuite l'essentiel de sa carrière au quotidien Le Monde de 1960  à sa retraite en 1992. Accrédité à l'Élysée pendant la présidence de Charles de Gaulle et celle de Georges Pompidou, chargé ensuite de l'UDR, puis du RPR, auteur de plusieurs ouvrages sur le fondateur de la Ve République, il était l'un des spécialistes du mouvement gaulliste. Il prend en charge également l'émission hebdomadaire Le Grand Jury RTL-le Monde  à partir de 1982. Il est aussi éditorialiste dans plusieurs quotidiens régionaux, dont Le Dauphiné libéré, Var-Matin et Presse-Océan.
Il a présidé l'Association de la presse présidentielle de 1972 à 1974, et l'Association des journalistes parlementaires de 1985 à 1994.

## Ouvrages
- De Gaulle parle (1962)
- De Gaulle parle 1962-1966, Fayard (1966)
- La France au tournant (1970)
- De Gaulle et l'Afrique (1971)
- De Gaulle 1958-1969, Bordas (1972)